# 457 a. C.
El año 457 a. C. fue un año del calendario romano prejuliano. En el Imperio romano se conocía como el Año del consulado de Pulvilo y Augurino o Cincinato y Vibulano (o menos frecuentemente, año 297 Ab urbe condita). 

## Acontecimientos

### Grecia
- Esparta, comandada por el rey Nicomedes, y Tebas derrotan a Atenas y a sus aliados de la ciudad de Argos, en la batalla de Tanagra (Beocia).
- En otoño, los atenienses, al mando de Mirónides, derrotan a los beocios en Enofita y ejercen dominio sobre Beocia.
- Se inicia la segunda guerra sagrada. Los focences inicia una guerra con la Dóride por el control del santuario de Delfos.
- Culmina en Olimpia la construcción del templo de Zeus. Se ha levantado en conmemoración de los juegos realizados en esta ciudad; tiene en su frontis el conocido relieve de la Batalla de los lapitas y los centauros.[1]

### Oriente Medio
- La salida de la orden para restaurar y edificar a Jerusalén por orden de Artajerjes I (Esdras 7:7)

### República Romana
- Lucio Quincio Cincinnato, dictador de Roma, derrota a los ecuos, conducidos por Cloelio Graco, en el Álgido.
- Victoria del cónsul Naucio sobre los sabinos en Ereto.
- Se establecen un total de diez (10) tribunos de la plebe en Roma.